# Futsal-liiga 2006-2007
La Futsal-liiga 2006-2007 è stato il decimo campionato finlandese di calcio a 5, svoltosi nella stagione 2006-07, ed ha avuto come formato una stagione regolare a dieci squadre senza play-off. La vittoria è andata per la terza volta nella sua storia all'Ilves FS di Tampere.

## Classifica finale
| Pos | Squadra             | Pti | G  | V  | N | P  | GF  | GS |
| --- | ------------------- | --- | -- | -- | - | -- | --- | -- |
| 1   | Ilves FS            | 38  | 18 | 11 | 5 | 2  | 73  | 48 |
| 2   | Golden FT Espoo     | 33  | 18 | 11 | 0 | 7  | 96  | 73 |
| 3   | Ruutupaidat Vaasa   | 31  | 18 | 8  | 7 | 3  | 101 | 87 |
| 4   | Porin Palloilijat   | 31  | 18 | 9  | 4 | 5  | 81  | 70 |
| 5   | TP-Kaarle Kokkola   | 29  | 18 | 8  | 5 | 5  | 116 | 87 |
| 6   | Mad Max Valkeakoski | 24  | 18 | 7  | 3 | 8  | 61  | 72 |
| 7   | VALO Vantaa         | 24  | 18 | 7  | 3 | 8  | 69  | 90 |
| 8   | Loiske Saaksjarvi   | 20  | 18 | 6  | 2 | 10 | 73  | 92 |
| 9   | TPK Turku           | 14  | 18 | 3  | 5 | 10 | 71  | 85 |
| 10  | Tervarit Oulu       | 7   | 18 | 1  | 4 | 13 | 59  | 96 |